# Francesco Postiglione
Francesco Postiglione (Nápoly, 1972. április 29. –) olimpiai bronzérmes (1996), világbajnoki ezüstérmes (2003) és Európa-bajnok (1995) olasz vízilabdázó, úszó, a Posillipo Napoli volt játékosa.
Úszóként az 1992-es olimpián indukt.